# Гибсонија (Флорида)
Гибсонија (енгл. Gibsonia) град је у америчкој савезној држави Флорида.

## Демографија
По попису из 2000. године број становника је 4.507.
| Група             | 2000.         | 2010.    |
| Белци             | 3.988 (88,5%) | 0 (0,0%) |
| Афроамериканци    | 120 (2,7%)    | 0 (0,0%) |
| Азијати           | 34 (0,8%)     | 0 (0,0%) |
| Хиспаноамериканци | 297 (6,6%)    | 0 (0,0%) |
| Укупно            | 4.507         | 0        |